# Street Fighter Alpha 2
Street Fighter Alpha 2, conosciuto in Giappone, Sud America, Spagna ed Asia come Street Fighter Zero 2, è un videogioco di tipo picchiaduro ad incontri prodotto e pubblicato nel 1996 dalla Capcom.
Seguito diretto di Street Fighter Alpha: Warriors' Dreams, è anch'esso un prequel di Street Fighter II, ambientato svariati anni dopo alla trama delle vicende qui narrate.

## Modalità di gioco
Street Fighter Alpha 2 rinnova il meccanismo di gioco già visto in Street Fighter Alpha con l'aggiunta di una barra super suddivisa in tre parti.
È stato inoltre introdotto lo Story Mode, composto da otto battaglie contro avversari gestiti dalla IA. Durante gli scontri è possibile imbattersi nel "rivale" del proprio personaggio, però esclusivamente se si abbia vinto tutti gli scontri con gli avversari precedenti senza mai perdere un round; spesso accade nel combattimento precedente a quello con il boss finale.
Il gioco introduce per la prima volta nella serie il doppio stile di combattimento, qui il leggendario assassino Gen è anche un maestro negli stili Mantide e Gru.

## Personaggi
Tutti e dieci i personaggi della cerchia originale di Street Fighter Alpha sono stati inclusi, con adesso M. Bison, Dan e Akuma parte integrante del roster base.
Ad essere stati aggiunti sono cinque personaggi, aumentando il roster da 13 a 18: Gen da Street Fighter, Zangief e Dalshim da Street Fighter II, Rolento da Final Fight e Sakura Kasugano, nuovo personaggio originale.
 RyuProtagonista della serie, Ryu è alla ricerca di se stesso attraverso il combattimento con avversari sempre più forti. Il suo stile di combattimento è quello della forza dell'Hado.
 AkumaFratello del maestro di Ryu e Ken, Gouken, Akuma si è allenato costantemente per tutta la vita per ottenere il potere del Dark Hado, una tecnica che distrugge anima e corpo. Akuma uccise il suo maestro con il Messatzu no Hadu e fuggì via. Partecipa al torneo Street Fighter per testare le sue capacità ed ottenere il potere supremo.
 Shin AkumaAkuma potenziato, capelli bianchi, pelle più scura, vestito porpora.
 Chun-LiRagazza cinese dedita alle arti marziali, giocoliera e poliziotta. È alla ricerca di M. Bison, sia per conto dell'Interpol che per vendetta personale, avendole costui ucciso il padre. Il suo stile di combattimento è quello delle arti marziali cinesi.
 Chun-li versione Street Fighter IIVestita come in Street Fighter II, è una variazione del personaggio, con assortimento attacchi e finale differente.
Charlie NashMiglior capitano dell'esercito americano, si distingue dagli altri soldati per la prorompente frangetta alzata alla Elvis Presley e per le sue abilità sia con le armi da fuoco che con il corpo a corpo. È amico dell'allora sergente Guile, non utilizzabile in questo capitolo. Il suo stile di combattimento è un'evoluzione di quello di Guile visto in Street Fighter II.
Ken MastersAmico di Ryu, a differenza di lui preferisce la vita agiata e spensierata. Ha una fidanzata di nome Eliza. Il suo stile di combattimento è lo stesso di Ryu, ma con evidenti variazioni, soprattutto nella velocità.
GuyDirettamente da Final Fight, Guy, ninja giapponese trasferitosi negli Stati Uniti, partecipa al torneo Street Fighter per eliminare una volta per tutte la Mad Gear, associazione criminale intenta a conquistare New York. Il suo stile di combattimento è una specie di Bushidō.
 DanIl padre di Dan era un abilissimo maestro di judo ammirato da tutti. Un giorno però affrontò Sagat in un duello mortale che vinse quest'ultimo: il padre di Dan morì, seppure riuscì ad accecare Sagat. Dan non perdonò Sagat per questo gesto e decise di apprendere al meglio le conoscenze di judo e di personalizzarle con un suo stile, definito “lo stile più forte” con lo scopo di vendicare il padre.
BirdieTeppista inglese, combatte al torneo unicamente per incontrare M. Bison e prendere parte nella Shadaloo. Ama i coltelli, ha un fisico massiccio e una cresta immensa, che tiene però sempre in ordine. Combatte tipicamente caricando il suo fisico sull'avversario.
SodomSecondo boss di Final Fight, anche Sodom partecipa al torneo Street Fighter, ma per tentare di rendere la Mad Gear più forte. Appassionato di cultura giapponese, combatte usando con grande maestria due spiedi o due wakizashi. Si considera una "mente giapponese in un corpo americano".
SagatUn uomo alto più di 2,30 metri, campione mondiale indiscusso del torneo Street Fighter, almeno fin quando il giovane ed inesperto Ryu non lo sconfigga dopo un lungo e faticoso combattimento nelle pianure australiane e lo sfregio di una profonda cicatrice con lo Shoryuken. Sagat non accetterà mai quella sconfitta e si allenerà sempre per sconfiggere il suo avversario. È anche il maestro di Adon. È rimasto cieco da un occhio in seguito ad un combattimento con il padre di Dan che lo stesso Sagat uccise.
 AdonAdon è il migliore allievo di Sagat. Adon eccelle nella sua arte di combattimento, ma a causa del suo carattere troppo estroverso e schizofrenico non è stato scelto da Sagat come suo successore; Adon non ha gradito questa scelta ed è deciso a mostrare al suo maestro quanto il suo allievo sia degno di essere il re del Muay Thay.
 M. BisonM. Bison è il capo dell'organizzazione criminale Shadaloo: spietato e senza rimorsi, Bison è alla ricerca di un nuovo corpo capace di contenere la sua Psycho Power (il corpo di Ryu), cresciuta a dismisura ed eccessiva per il suo corpo attuale. Per il suo scopo, ha arruolato da tutto il mondo scienziati non meno malvagi di lui. La sua ambizione è quella di dominare il mondo con tutti i mezzi possibili, e dirige i suoi piani dal profondo della foresta amazzonica. Nella serie SFA è in netto contrasto con Rose, la sua parte buona.
 RoseItaliana, bella e forte, Rose altro non è che l'incarnazione benigna di M. Bison in un corpo femminile, anche se lei non ne è assolutamente a conoscenza. La sua forza deriva soprattutto dalla sua anima senza macchia. Di mestiere è una chiromante, e partecipa al primo torneo Street Fighter perché ha sentito che una minaccia era in agguato.
SakuraRagazzina quattordicenne, è un'ammiratrice di Ryu e vorrebbe diventare sua allieva. Lo segue cercando di convincerlo di essere perfetta per il ruolo.
 ZangiefWrestler russo, si è allenato per anni nelle fredde steppe russe, combattendo al freddo contro gli immensi orsi che abitavano queste lande. Grazie a ciò, benché pieno di cicatrici, è riuscito a rendere il suo corpo una macchina per uccidere, più grande e largo di un armadio. Combatte basandosi sulle prese ed un paio di attacchi fisici ad energia (ma senza emettere sfere energetiche). Tutto questo per far sì che il mondo si renda conto che la Russia è una potenza indistruttibile. Ha il sostegno totale del governo sovietico guidato da Michail Gorbaciov.
 DhalsimMonaco indù, vive pacificamente in India con la moglie ed il figlio, quando scorge nella sua essenza che uno spirito maligno sta sporcando il mondo. Si mette in viaggio per il mondo alla sua ricerca. Allenatosi anni, ha ottenuto la capacità di allungare gli arti a dismisura e di levitare in aria se in momento di preghiera.
 RolentoBoss di Final Fight II, Rolento partecipa al torneo per rendere la Mad Gear più forte ed esserne lui stesso il padrone assoluto.
 GenBenché settantenne, Gen è ancora un maestro di arti marziali di altissimo livello. Combatte per cercare Akuma ed eliminarlo. È malato di leucemia; Akuma lo risparmierà, perché incapace di competere con lui per questo male ormai incurabile. È stato maestro del padre di Chun-Li e della stessa dopo la sua morte.
 CammyAgente al servizio del SAS britannico, dal passato sconosciuto (può essere usata nella modalità Arcade solo nella versione Gold in Street fighter Alpha Anthology, in quelle antecedenti la disponibilità e limitata alle sezioni versus e training).
Le versioni americane ed europee di Street Fighter Alpha 2 permettono, inoltre, di utilizzare le seguenti versioni differenziate di alcuni personaggi (tranne che su SNES):
 Evil RyuÈ Ryu sottomesso dall'energia oscura dell'Hado, meglio conosciuta come Satsui No Hadou di cui è maestro Akuma. A differenza della versione americana ed europea, quella Giapponese contiene un finale proprio per Evil Ryu. Rivale è Sakura Kasugano, che cercherà di riportare Ryu allo stato originale di coscienza. Boss è Akuma. Questi vorrà testare l'energia oscura di Ryu e vedere quale delle due risulti essere la migliore.
 Zangief versione Street Fighter IIgraficamente uguale ma con la pelle più scura, perde tutte le potenzialità dell'Alpha 2, tornando ad essere, in termini di giocabilità, lo stesso dell'originale Street Fighter 2.
 Dhalsim versione Street Fighter IIgraficamente uguale, ma con la pelle più scura, perde tutte le potenzialità dell'Alpha 2, tornando ad essere, in termini di giocabilità, lo stesso dell'originale Street Fighter 2.

### Cameo
- Completando il gioco con Zangief appare il premier Michail Gorbačëv.
- Completando il gioco con Sodom appare E. Honda.

## Versioni

### Arcade
In Giappone, Asia, Sud America e Spagna, Street Fighter Alpha 2 è conosciuto come Street Fighter Zero 2. Anche questa versione conta i tre personaggi extra della versione europea, ovvero Evil Ryu, Ex Version Zangief ed Ex Version Dhalsim.
Una versione aggiornata conosciuta come Street Fighter Zero Alpha 2 è stata pubblicata con l'intento di unificare le due versioni, aggiungendo le versioni EX di Ryu, Ken, Chun-Li, Sagat e M. Bison.
Inoltre, essa è stata semplificata in alcuni comandi: per eseguire le Custom Combo bisogna premere due tasti dello stesso livello di potenza, quindi per esempio calcio medio e pugno medio contemporaneamente.
Ryu ha ottenuto una nuova mossa chiamata Shakunetsu Hadoken e Dhalsim la Yoga Tempest.
Aggiunte anche la modalità Survival, Survival Dramatic Battle (2 vs 1) e un cambiamento di dialoghi e finale per Evil Ryu.

### Console
Nel 1996 fu eseguita la portabilità per PlayStation, Sega Saturn e SNES del gioco. La conversione PlayStation possedeva una colonna sonora arrangiata di tipo XA-Audio, mentre la Saturn una conversione, sempre sonora, di tipo ADPCM (assai più fedele alla versione Arcade). Nelle versioni PlayStation e Sega Saturn, ma con codici rispettivamente differenti, è possibile usare Shin Akuma tra i personaggi del roster. Tuttavia SFII Style Chun-li, EX Zangief ed EX Dalshim sono solo nella versione Saturn. Inoltre, la versione Saturn dispone del Survival Mode e di una ben nutrita Galleria Immagini.
Compressa dal chip C-SDD1, una versione molto tagliata in grafica e qualità sonora di Street Fighter Alpha 2 approda sullo Snes. A causa della compressione, la versione è disturbata da lievi caricamenti prima di un qualsiasi match. L'unico personaggio segreto usabile è SFII Version Chun-Li; Shin Akuma appare solo come avversario affrontabile contro la CPU. 

## Antologie
Una versione per PC Windows è stata commercializzata in Giappone con la colonna sonora originale della versione Arcade, in regalo con la confezione di Street Fighter Alpha: Warriors' Dreams.
La collezione Alpha pubblicata nel 2006 contiene in bundle tutti i capitoli di Street Fighter Alpha, Alpha 2 incluso. Una versione detta Gold arranca tutte le aggiunte, con annessa Cammy White, anch'ella con storia e finale tutto suo. Modalità Survival, Dramatic e Training sono annesse alle Arcade e Versus.